# Carl Andrew Spaatz
Carl Andrew Spaatz, nato Spatz (Boyertown, 28 giugno 1891 – Washington, 14 luglio 1974), è stato un generale e aviatore statunitense, primo comandante dell'United States Air Force. La sua impresa aviatoria più significativa fu quando nel 1929, dal 1º al 7 di luglio, volò ininterrottamente sul suo aereo chiamato Question Mark compiendo numerosi rifornimenti in volo.
Durante la seconda guerra mondiale assunse il comando delle forze aeree dell'USAAF prima nel Mar Mediterraneo e poi nell'Europa, dirigendo la grande campagna di bombardamenti pesanti sulla Germania e sui paesi occupati e trasformando le forze aeree statunitensi in un possente e terrificante complesso di migliaia di bombardieri pesanti, bombardieri medi, cacciabombardieri e caccia di scorta in grado di devastare le regioni nemiche e di dominare i cieli sopra l'Europa occupata e anche sopra la stessa Germania nazista.

## Biografia

### Dalla nascita alla prima guerra mondiale
Carl Spaatz nacque a Boyertown, in Pennsylvania, il 28 giugno 1891 e nel 1910 entrò nell'Accademia Militare degli Stati Uniti, dove nel 1914 conseguì la promozione a sottotenente, lo stesso anno in cui venne inviato alle Hawaii per prestare servizio nella 25ª divisione di fanteria. Un anno dopo venne inviato in qualità di studente alla scuola dell'aviazione di San Diego e nel 1916 militava nel 1º Squadrone del generale John Pershing.
Successivamente Spaatz venne trasferito in Francia dove comandò il 31º Squadrone e si impegnò ad addestrare le nuove reclute a Issoudun, fino a quando nel 1918 partecipò attivamente alla guerra abbattendo tre aerei tedeschi meritandosi la Distinguished Service Cross.

### L'attività nella seconda guerra mondiale
Nel dopoguerra Carl Spaatz diresse alcuni reparti aerei in Texas e nel 1940, quando da tempo era scoppiata la seconda guerra mondiale, andò nel Regno Unito in qualità di osservatore militare. Ad agosto fu assegnato all'ufficio del comandante dell'United States Army Air Corps, in ottobre assunse temporaneamente la carica di brigadier generale e in novembre arrivò per lui il momento di ricoprire un nuovo importante ruolo, cioè quello di comandante degli equipaggi aerei.

Tornato negli Stati Uniti, il brillante generale statunitense fu posto a capo degli aerei da caccia qualche settimana dopo l'attacco di Pearl Harbor per poi, nel maggio 1942, andare a dirigere la Eighth Air Force (8ª Forza aerea) in Europa.

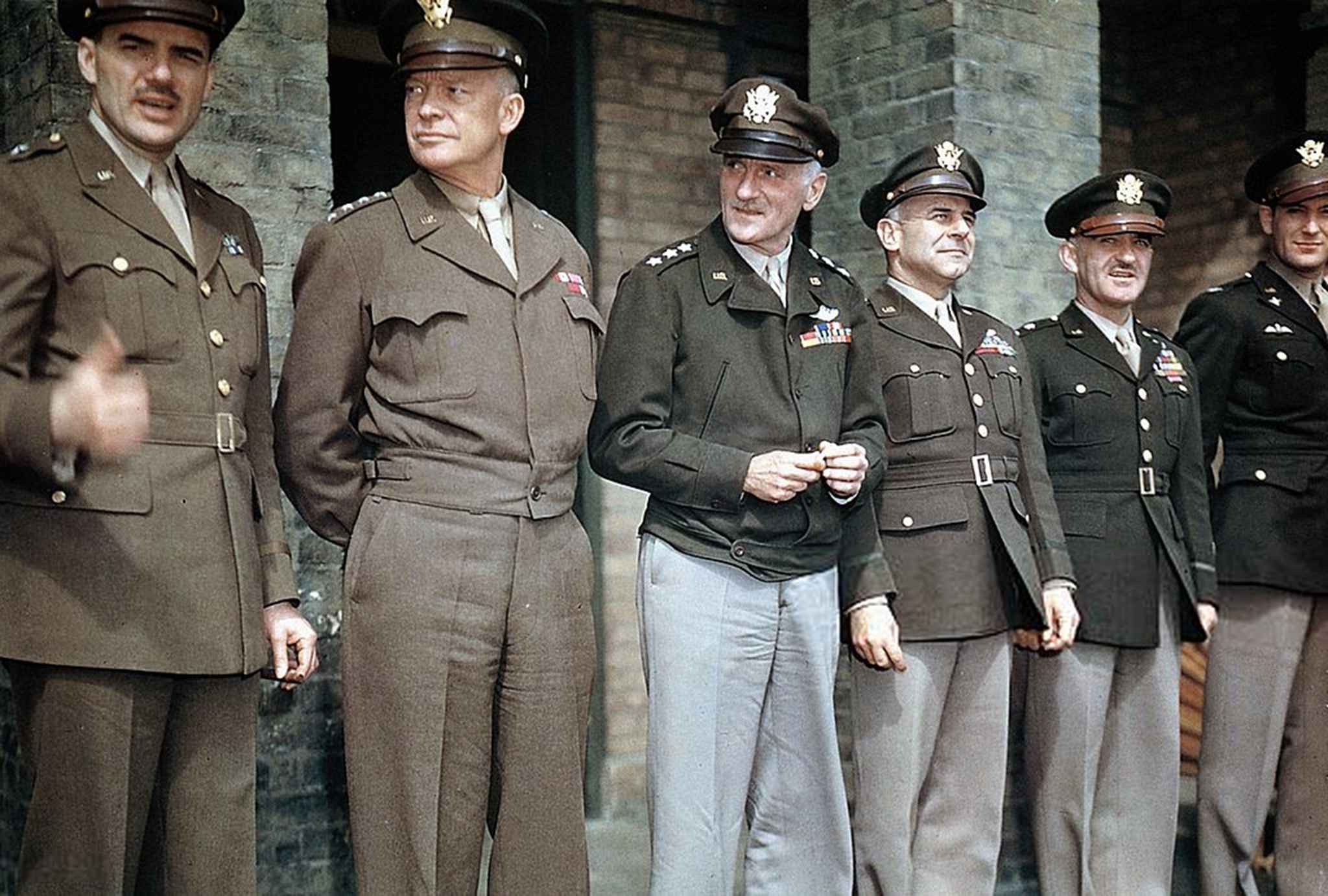
Foto della primavera 1944: il generale Spaatz, terzo da sinistra, in compagnia del generale Eisenhower (il secondo da sinistra), del generale James Doolittle, il comandante della Eighth Air Force (quarto da sinistra), del generale William Kepner (comandante delle forze da caccia statunitensi della Eighth Air Force), e del colonnello Don Blakeslee (ultimo a destra), grande "asso" della caccia americana e comandante del famoso 4° Fighter Group.

Dopo aver diretto le forze aeree americane nell'operazione Torch, Spaatz nel febbraio 1943 fu posto a capo delle Northwestern African Air Force e, dopo essere stato promosso tenente generale a marzo 1943, partecipò alle operazioni degli Alleati contro gli italo-tedeschi in Africa settentrionale e in Italia. Nel gennaio 1944 tornò in Inghilterra dove divenne il comandante supremo della United States Strategic Air Forces in Europe, il comando unificato di tutte le formazioni da bombardamento strategico americane nel teatro europeo e mediterraneo.
Per tutte queste missioni condotte con abilità e intelligenza Spaatz venne decorato con un'altra Distinguished Service Medal e con il Collier Trophy, un premio consegnato annualmente a chi si fosse reso meritevole di aver contribuito al progresso generale dell'aviazione.
Nel giugno 1945 Carl Spaatz venne assegnato al quartier generale dell'aviazione a Washington, e nel mese successivo tornò nei teatri di guerra andando a dirigere i bombardieri americani nell'oceano Pacifico, sviluppando e progettando le loro ultime sortite in territorio nipponico. Quando l'imperatore Hirohito mandò una sua delegazione a firmare la resa del suo paese, tra i rappresentanti statunitensi vi era anche Spaatz.
Il 27 gennaio del 1945 il generale Carl Andrew Spaatz inviò un messaggio urgente a Jimmy Doolittle di cessare le attività di sperimentazione del progetto Aphrodite in quanto non ancora efficaci.

### Il dopoguerra
Terminata la guerra ritornò a Washington e nel febbraio 1946 fu nominato comandante dell'United States Army Air Forces, fino a quando nel settembre 1947 il Presidente degli Stati Uniti d'America Truman lo pose al vertice della nuova aviazione militare USA, l'United States Air Force, carica che mantenne sino al 29 aprile 1948. Durante questo importante servizio Spaatz dovette valutare i problemi relativi all'entrata in scena della bomba atomica e della smobilitazione di tutti gli aerei inutili in tempo di pace, inoltre riorganizzò la struttura dell'USAF e promosse la ricerca scientifica nonché lo sviluppo di nuovi tipi di aerei.
Ritiratosi alla vita civile, Spaatz scrisse alcuni articoli sul concetto di supremazia aerea collaborando anche con la rivista Newsweek, diresse molte associazioni inerenti all'aeronautica e fu membro del consiglio di Stato Maggiore dell'Aviazione dal 1952 fino al 14 luglio 1974, data della sua morte dovuta a un'insufficienza cardiaca. Oggi riposa nel cimitero della United States Air Force Academy a Colorado Springs, Colorado.